# Kalk
Kálk, slépa ali dobesédna prevedênka, tudi izposójeni/sposójeni prevòd/prêvod, je beseda, fraza ali besedna zveza, ki je oblikovno dobesedno (besedo za besedo) izposojena iz drugega jezika. Tudi sama beseda kalk je prevzeta beseda iz francoskega samostalnika calque, ki pomeni preris, posnetek, kopija. Samostalnik izhaja iz glagola calquer – prerisati, posneti, kopirati. Beseda izposojeni prevod je kalk nemške besede Lehnübersetzung (prevodni kalk).
V slovenščini je zgodovinsko še posebej izrazito kalkiranje iz nemščine. Zgledi takšnih izrazov so: osnovna šola Grundschule, predstojnik Vorstand, predstava Vorstellung, razstava Ausstellung, nastop Auftrit, izgledati aussehen ipd. Poleg nemščine so tako vplivali tudi naslednji jeziki: italijanščina, madžarščina, srbohrvaščina in v manjši meri ruščina. Veliko kalkov je bilo sprejeto v knjižni jezik, kadar pa so nastali vzporedno z domačim izrazom ali je tega kasneje sprejela stroka, so bili odsvetovani ali celo odkrito preganjani (izgledati po nem. aussehen dobesedno 'ven-videti' → videti, npr. dobro si videti, visoka peč po nem. Hochofen → plavž, živec v srednjem ušesu po sbh. živac u srednjem uvu → ravnotežni živec). Po osamosvojitvi Slovenije na slovenščino v tem smislu vpliva angleščina, zlasti v frazeologiji (npr. biti v tujih čevljih po to be in someone's shoes nam. v tuji koži ali na njegovem mestu, roditi se s srebrno žlico v ustih po to be born with a silver spoon in their mouth nam. bogastvo je komu položeno v zibko, edina omejitev je nebo po sky is the limit nam. vse je mogoče).
Nekateri jezikoslovci med kalke prištevajo tudi besede, izražajoče kulturo (predvsem prehrana, prazniki in druge etnografske posebnosti), ki jih ni smiselno prevajati, npr. pica, toga, činampa. To so t. i. denotatni kalki, besede, ki označujejo pojme, ki jih v nekem jezikovnem okolju ne poznajo.  
Da je neka beseda kalk, je teže ugotoviti, kot da je neprevedena prevzeta beseda, saj se je lahko podobna fraza v obeh jezikih razvila neodvisno. Kalki se delijo na pomenske (semantične, npr. vkus po fr. pomenu besede goût) in skladenjske (sintaktične, npr. star je deset let po nemškem vzorcu er ist 10 Jahre alt).
Kalki med različnimi jeziki pogosto tvorijo cele verige. Ta proces se je začel že v starem veku, ko so starogrške besede služile kot obrazci za tvorjenje novih besed v latinščini. Potem so te latinske besede v novejšem času prevedli v večje evropske jezike (najpogosteje v nemščino in francoščino) in prek njih so prišle tudi v jezike njihovih sosed. V slovenščini so kalki po latinščini in grščini slogovno sprejemljivejši od kalkov iz živih jezikov, čeprav so včasih tudi odsvetovani (na licu mesta → na kraju samem).